# Parafia św. Jakuba Apostoła w Więcławicach Starych
Parafia św. Jakuba Apostoła w Więcławicach Starych – rzymskokatolicka parafia znajdująca się w archidiecezji krakowskiej, w dekanacie Kraków-Prądnik, w Polsce.

## Historia
Kościół parafialny w Więcławicach Starych istniał już w 1340.